# Волков, Иван Иванович (городской голова)
Иван Иванович Волков родился в 1724 году в Твери, в купеческой семье. Скончался в 1789 г. Торговал хлебом, доставлявшимся водным путём к Санкт-петербургскому порту.

## Звания
С 1772 г. — городской староста;
1776—1779 — бургомистр в городском магистрате.
С 1 января 1782 по 24 января 1785 занимал пост тверского городского главы. После окончания срока был гласным в городской думе.
В Твери имел каменный дом N 11 в 1-м квартале городской 1-й части право-набережной Волги и лавку.